# Teorias conspiratórias bíblicas
As Teorias conspiratórias bíblicas são qualquer teoria da conspiração que postula que muito do que se sabe sobre a Bíblia é um artifício criado para suprimir alguma informação ou grande segredo. Algumas dessas teorias afirmam que Jesus realmente teve uma esposa e filhos, ou que um grupo, como o Priorado de Sião, tem informações secretas sobre os verdadeiros descendentes de Jesus; alguns afirmam que houve um movimento secreto para censurar os livros que realmente pertenciam a Bíblia, etc.
Uma série de romances e best-sellers modernos, o mais popular "O Código Da Vinci", incorporam elementos dessas teorias da conspiração da Bíblia.

## Teorias Comuns

### Novo Testamento
No livro The Christ Conspiracy, The Greatest Fable Ever Sold, Jesus e o Cristianismo foram criados por membros de várias sociedades secretas, religiões e escolas de mistério para unificar o Império Romano sob uma religião de Estado, e que estas pessoas basearam-se em numerosos mitos e rituais que existiam anteriormente e, em seguida construi-os ao cristianismo que existe hoje.
Em Channeling of Spiritualism, Prata Birch alega a conspiração acima
Seguidores da Nova Era afirmam que Jesus ensinou a reencarnação, mas isto foi excluído da Igreja Cristã no Primeiro Concílio de Niceia.

### Jesus, Maria Madalena e o Santo Graal
Algumas hipóteses são as seguintes:
- Maria Madalena era um dos apóstolos de Jesus, talvez até o único discípulo, mas este fato foi suprimido pela Igreja primitiva[4]
- Jesus tinha um relacionamento íntimo com Maria Madalena, que pode ou não pode ter resultado em casamento, e / ou filhos, e a sua linhagem teria continuado em seguida. É dito ser o mais profundo segredo do Cristianismo.[4]

## Livros
- The Da Vinci Code, Dan Brown (2003)
- The Jesus Papers: Exposing the Greatest Cover-Up in History, Michael Baigent (2006)
- Jesus the Magician: Charlatan or Son of God?, Morton Smith (1978)
- The Jesus Dynasty, James Tabor (2006)
- Jesus the Man: New Interpretations from the Dead Sea Scrolls, Barbara Thiering (1993)
- The Jesus Scroll, Donovan Joyce (1972)
- The Holy Blood and the Holy Grail, Michael Baigent, Richard Leigh, and Henry Lincoln (1982)
- The Templar Revelation, Lynn Picknett and Clive Prince (1997)
- The Jesus Mysteries: Was the "Original Jesus" a Pagan God?, Timothy Freke and Peter Gandy (1999)
- The Jesus Conspiracy: The Turin Shroud and the Truth About the Resurrection, Holger Kersten and Elmar R. Gruber (1994)
- History of the first Council of Nice: a world's Christian convention, A.D. 325; with a life of Constantine, Dean Dudley (1880)